# Praia do Tranquilo
A Praia do Tranquilo é uma praia localizada em Porto Alegre, capital do estado brasileiro do Rio Grande do Sul. 
Banhada pelo Guaíba, está situada ao norte do Morro da Ponta Grossa, no bairro homônimo, no extremo-sul do município, e a oeste do arroio do Salso e de seu parque natural. Na parte sul do mesmo morro, situa-se a chamada Praia da Ponta Grossa, paralela ao loteamento da Estrada Retiro da Ponta Grossa.
Da praia, é possível avistar a cidade de Guaíba e também a ponta da Vila dos Sargentos, no bairro Serraria.

## Características
A praia possui um trecho arenoso e alguns afloramentos rochosos, junto com mata densa e nativa. É margeada pontualmente por residências (algumas com píer) e também pela sede campestre da AFCEEE - Associação dos Funcionários das CEEE (na Estrada da Pedreira, n.° 1008). 
A acessibilidade a visitantes é parcialmente impedida por muros e cercas, podendo ser acessada pelo antigo Beco da Ponta Grossa (atualmente Alameda Ponta Grossa, um prolongamento da Rua Aldo Alves da Silva), próximo da foz do arroio do Salso e da Escola Querência Waldorf.
Não é considerada balneável por conta dos níveis de poluição das águas do Guaíba em sua região, tampouco possui infraestrutura (estacionamento, iluminação, lixeiras, sanitários, etc) como outras praias da cidade.

## Planejamento urbano
Conforme o planejamento urbano da cidade, a praia do Tranquilo está dentro do "Setor 15" da Orla do Guaíba, marcado pela preservação permanente, com potencial de lazer, contemplação e turístico, com possibilidade de projetos especiais de implantação sustentável e com ocupações rarefeitas que devem atender o código florestal quanto à área de preservação permanente, declividade e manutenção da biodiversidade.